# Mistrzostwa Świata w Hokeju na Lodzie Kobiet 2022
24. Mistrzostwa Świata w Hokeju na Lodzie 2022 organizowane przez IIHF odbędą się w Danii. Miastami goszczącymi najlepsze żeńskie reprezentacje świata będą Herning oraz Frederikshavn. Turniej elity rozegrany zostanie w dniach 25 sierpnia – 4 września 2022 roku. Zawody będą jednocześnie kwalifikacją do następnego turnieju.

## Elita
| Msc. | Reprezentacja     |
| ---- | ----------------- |
|      | Kanada            |
|      | Stany Zjednoczone |
|      | Czechy            |
| 4    | Szwajcaria        |
| 5    | Japonia           |
| 6    | Finlandia         |
| 7    | Szwecja           |
| 8    | Węgry             |
| 9    | Niemcy            |
| 10   | Dania             |

W tej części mistrzostw uczestniczy 10 najlepszych reprezentacji na świecie. System rozgrywania meczów był inny niż w niższych dywizjach. Najpierw wszystkie drużyny uczestniczyły w fazie grupowej, podzielone na dwie grupy. Z grupy A wszystkie zespoły awansują do ćwierćfinału, natomiast z grupy B trzy najlepsze ekipy zagrają w 1/4 finału. Najsłabsza drużyna spadnie do Dywizji I Grupy A. Mecze zostaną rozegrane w dniach od 25 sierpnia do 4 września 2022 roku w Herning oraz Frederikshavn.

## Pierwsza dywizja
Grupa A
| Lp. | Drużyna  |
| --- | -------- |
| 1   | Francja  |
| 2   | Norwegia |
| 3   | Słowacja |
| 4   | Austria  |
| 5   | Holandia |

Grupa B
| Lp. | Drużyna          |
| --- | ---------------- |
| 1   | Chiny            |
| 2   | Polska           |
| 3   | Włochy           |
| 4   | Kazachstan       |
| 5   | Korea Południowa |
| 6   | Słowenia         |

Grupa A Dywizji I jest drugą klasą mistrzowską, z której pierwsza drużyna uzyskała awans do Elity, a ostatni zespół został degradowany do Grupy B Dywizji I. Grupa B Dywizji I stanowi trzecią klasę mistrzowską. Jej zwycięzca awansował do Dywizji I Grupy A, zaś ostatnia drużyny spadła do Dywizji II Grupy A.
Turnieje I Dywizji zostały rozegrane:

Grupa A – od 24 do 30 kwietnia 2022 roku w Angers, Francja

Grupa B – od 8 do 14 kwietnia 2022 roku w Katowicach, Polska.

## Druga dywizja
Grupa A
| Lp. | Drużyna         |
| --- | --------------- |
| 1   | Wielka Brytania |
| 2   | Łotwa           |
| 3   | Hiszpania       |
| 4   | Chińskie Tajpej |
| 5   | Meksyk          |
| 6   | Korea Północna  |

Grupa B
| Lp. | Drużyna           |
| --- | ----------------- |
| 1   | Islandia          |
| 2   | Australia         |
| 3   | Turcja            |
| 4   | Południowa Afryka |
| 5   | Chorwacja         |
| 6   | Nowa Zelandia     |

Grupa A Dywizji II jest czwartą klasą mistrzowską, z której pierwsza drużyna uzyskała awans do Dywizji I Grupy B, a ostatni zespół jest degradowany do Grupy B Dywizji II. Grupa B Dywizji II stanowi piątą klasę mistrzowską. Jej zwycięzca awansuje do Dywizji II Grupy A, zaś ostatnia drużyny spada do III dywizji grupy A. 
Turnieje II Dywizji zostały rozegrane:

Grupa A – od 3 do 8 kwietnia 2022 roku w Jaca, Hiszpania

Grupa B – od 17 do 22 maja 2022 roku w Zagrzebiu, Chorwacja

## Trzecia dywizja
Grupa A
| Lp. | Drużyna  |
| --- | -------- |
| 1   | Belgia   |
| 2   | Litwa    |
| 3   | Bułgaria |
| 4   | Rumunia  |
| 5   | Ukraina  |
| 6   | Hongkong |

Grupa B
| Lp. | Drużyna              |
| --- | -------------------- |
| 1   | Estonia              |
| 2   | Serbia               |
| 3   | Bośnia i Hercegowina |
| 4   | Izrael               |
| 5   | Iran                 |

Grupa A Dywizji III jest szóstą klasą mistrzowską, z której pierwsza drużyna uzyskała awans do Dywizji II Grupy B. Grupa B Dywizji III stanowi siódmą klasę mistrzowską. Jej zwycięzca awansuje do Dywizji III Grupy A. 
Turnieje III Dywizji zostały rozegrane:

Grupa A – od 4 do 9 kwietnia 2022 roku w Sofii, Bułgaria

Grupa B – od 22 do 25 marca 2022 roku w Belgradzie, Serbia